# Bataille de Malte
Guerre des Vêpres siciliennes
La bataille navale de Malte est livrée le 8 juin ou 8 juillet 1283 pendant la guerre des Vêpres siciliennes. Elle oppose les flottes aragonaise et provenço-angevine composées de galères. Les Aragonais, commandés par Roger de Lauria, remportent une victoire décisive sur leurs adversaires, menés par les amiraux Barthélemy Bonvin et Guillaume Cornut. Ce dernier est tué lors des combats.

## La bataille
La flotte de Roger de Lauria est composée de 18 galères remplies de Siciliens très remontés contre les Français et de très féroces Almogavres catalans. Elle atteint le port de Malte de nuit, sans se faire remarquer de la flotte angevine échouée près du Castrum maris de Birgu. Au petit matin, Roger de Lauria déploie ses galères, toutes enchaînées, à l'entrée du port empêchant toute fuite possible des adversaires.
Les navires angevins sont rapidement mis à l'eau avec à leur bord une centaine de chevaliers en armure. Dans un premier temps, les Angevins font pleuvoir des projectiles sur leurs ennemis, provoquant quelques pertes. Mais dès les munitions épuisées, les Aragonais se ruent à l'assaut des galères angevines. Des projectiles contenant du savon rendent le sol glissant aux chevaliers en armures lourdes. Les agiles Almogavres peuvent alors faire des ravages dans les rangs français. La plupart des galères angevines sont perdues et leurs équipages massacrés. Barthélemy Bonvin parvient à s'échapper mais Guillaume Cornut est tué pendant les combats.
Cette victoire assure la gloire de Roger de Lauria comme meilleur amiral de son temps et assure la victoire des Aragonais.

## Sources
1. ↑  (en) Charles Dalli, Malta, The Medieval Millennium, Malte, Midsea Books ltd, coll. « Malta's Living Heritage », 2006 (ISBN 99932-7-103-9)
2. 1 2  R.G. Grant (trad. de l'anglais), Batailles Navales, de l'antiquité à nos jours, Paris, Flammarion, 2009, 360 p. (ISBN 978-2-08-122376-9)